# Ірина Іонеско

Ірина Іонеско (фр. Irina Ionesco; 3 вересня 1930 — 25 липня 2022) — французька фотографка, народилась в Парижі, Франція. Ірина — дочка румунських емігрантів, вона провела дитячі роки в Констанці в Румунії, перш ніж переїхати до Парижа. Вона кілька років подорожувала і писала картини перед тим, як захопитись фотографією. Її роботи вважаються еротичними.
У 1974 році Іонеску виставляла свої роботи в галереї Nikon у Парижі й привернула до них багато уваги. Їх незабаром було опубліковано в численних журналах, книгах і виставлено в галереях по всьому світу.
Ірина Йонеско є, мабуть, найвідомішою через фотографії її дочки Єви. Ці фото з Євою викликають серйозні розбіжності в трактуванні, бо багато з них показують оголену дівчинку в еротичних ситуаціях. Такі ж фото робила Ірина і з іншими моделями, але набагато старшими.
На більшості робіт Ірини представлено одягнених жінок, прикрашених в коштовності, рукавички та інші прикраси. Також на фото можна побачити прикрашені символічні фігури з кольє та іншим фетишистським реквізитом. Моделі Ірини часто зухвало позують, показуючи себе наполовину оголеними, що символізує об'єкти сексуальної пристрасті.

## Фільм
2011 році на екрани вийшла драма під назвою «Моя маленька принцеса», режисеркою якої була Єва Іонеско. Кінокартина розповідає про «доросле» життя 11-річної Віолетти в гламурному образі якої легко впізнати юну Єву. Її зіграла непрофесійна актриса Анамарія Вартоломій, а в ролі Ханни, ексцентричної мами Віолетти (образ Іриниа Іонеску), виступила зірка французького кіно Ізабель Юппер.
З одного боку, Ірина дійсно ставилася до дочки з турботою і ласкою, з іншого — це почуття скоріше до улюбленої іграшки, аніж до дитини. Сама Єва каже, що це не автобіографічний фільм, в ньому багато художнього вимислу, який до реального життя не має жодного відношення.
Єва не змогла пробачити матір. У 1977 році Ірина Іонеско втратила батьківські права, а Єву було передано на виховання до будинку відомого Крістіана Лабутена, близького друга їхньої сім'ї. А у 2012 році 47-річна Єва подала в суд на Ірину, пояснивши це тим, що мати вкрала у неї щасливе дитинство.